# Marian Kustoń
Marian Kustoń (Poznań, 1931. október 24. – Poznań, 2021. november 1.) lengyel nemzetközi labdarúgó-játékvezető.

## Pályafutása

### Nemzeti játékvezetés
Pályafutása során hazája legfelső szintű labdarúgó-bajnokságának játékvezetője lett. Első ligás mérkőzéseinek száma: 103.

### Nemzetközi játékvezetés
A Lengyel labdarúgó-szövetség Játékvezető Bizottsága (JB) terjesztette fel nemzetközi játékvezetőnek, a Nemzetközi Labdarúgó-szövetség (FIFA) 1974-től tartotta nyilván bírói keretében. Több nemzetek közötti válogatott és klubmérkőzést vezetett. A lengyel nemzetközi játékvezetők rangsorában, a világbajnokság-Európa-bajnokság sorrendjében többedmagával a 19. helyet foglalja el 1 találkozó szolgálatával. Az aktív nemzetközi játékvezetéstől 1977-ben búcsúzott.

#### Európa-bajnokság
Az európai-labdarúgó torna döntőjéhez vezető úton Jugoszláviába az V., az 1976-os labdarúgó-Európa-bajnokságra az UEFA JB játékvezetőként foglalkoztatta.
| Időpont           | Helyszín                    | Mérkőzés típusa           | Mérkőzés   | Eredmény | Nézők száma |
| ----------------- | --------------------------- | ------------------------- | ---------- | -------- | ----------- |
| 1976. február 28. | Westfalen Stadion, Dortmund | előselejtező (8. csoport) | NSZK–Málta | 8 : 0    | 52 248      |

#### Olimpia
Kanada rendezte az 1976. évi nyári olimpiai játékok labdarúgó tornáját, ahol a FIFA JB játékvezetői szolgálattal bízta meg. 
| Időpont          | Helyszín                      | Mérkőzés típusa        | Mérkőzés         | Eredmény | Nézők száma |
| ---------------- | ----------------------------- | ---------------------- | ---------------- | -------- | ----------- |
| 1976. július 23. | Municipal Stadion, Sherbrooke | selejtező (B. csoport) | Mexikó–Guatemala | 1 : 1    | 4 118       |